# Listă a miniștrilor de justiție ai Italiei
Această pagină este o listă a miniștrilor de justiție ai Italiei din 1943 și până în prezent. 
| Număr | Ministru al justiței      | Preluarea funcției | Părăsirea oficiului |
| ----- | ------------------------- | ------------------ | ------------------- |
| 01.   | Gaetano Azzariti          | 25 iulie 1943      | 15 februarie 1944   |
| 02.   | Ettore Casati             | 15 februarie 1944  | 7 aprilie 1944      |
| 03.   | Vincenzo Arangio-Ruiz     | 22 aprilie 1944    | 8 iunie 1944        |
| 04.   | Umberto Tupini            | 18 iunie 1944      | 19 iunie 1945       |
| 05.   | Palmiro Togliatti         | 21 iunie 1945      | 1 iulie 1946        |
| 06.   | Fausto Gullo              | 13 iulie 1946      | 31 mai 1947         |
| 07.   | Giuseppe Grassi           | 31 mai 1947        | 14 ianuarie 1950    |
| 08.   | Attilio Piccioni          | 27 ianuarie 1950   | 19 iulie 1951       |
| 09.   | Adone Zoli                | 26 iulie 1951      | 7 iulie 1953        |
| 10.   | Guido Gonella             | 16 iulie 1953      | 2 august 1953       |
| 11.   | Antonio Azara             | 17 august 1953     | 12 ianuarie 1954    |
| 12.   | Michele De Pietro         | 18 ianuarie 1954   | 2 iulie 1955        |
| 13.   | Aldo Moro                 | 6 iulie 1955       | 15 mai 1957         |
| 14.   | Guido Gonella             | 19 mai 1957        | 21 februarie 1962   |
| 15.   | Giacinto Bosco            | 21 februarie 1962  | 4 decembrie 1963    |
| 16.   | Oronzo Reale              | 4 decembrie 1963   | 24 iunie 1968       |
| 17.   | Guido Gonnella            | 24 iunie 1968      | 12 decembrie 1968   |
| 18.   | Silvio Gava               | 12 decembrie 1968  | 23 martie 1970      |
| 19.   | Oronzo Reale              | 27 martie 1970     | 1 martie 1971       |
| 20.   | Emilio Colombo            | 1 martie 1971      | 17 februarie 1972   |
| 21.   | Guido Gonnella            | 17 februarie 1972  | 7 iulie 1973        |
| 22.   | Mario Zagari              | 7 iulie 1973       | 23 noiembrie 1974   |
| 23.   | Oronzo Reale              | 23 noiembrie 1974  | 12 februarie 1976   |
| 24.   | Francesco Paolo Bonifacio | 12 februarie 1976  | 20 martie 1979      |
| 25.   | Tommaso Morlino           | 20 martie 1979     | 18 octombrie 1980   |
| 26.   | Adolfo Sarti              | 18 octombrie 1980  | 23 mai 1981         |
| 27.   | Clelio Darida             | 23 mai 1981        | 4 august 1983       |
| 28.   | Fermo Mino Martinazzoli   | 4 august 1983      | 1 august 1986       |
| 29.   | Virginio Rognoni          | 1 august 1986      | 28 iulie 1987       |
| 30.   | Giuliano Vassalli         | 28 iulie 1987      | 21 februarie 1991   |
| 31.   | Claudio Martelli          | 2 februarie 1991   | 28 aprilie 1993     |
| 32.   | Giovanni Conso            | 28 aprilie 1993    | 10 mai 1994         |
| 33.   | Alfredo Biondi            | 10 mai 1994        | 17 ianuarie 1995    |
| 34.   | Filippo Mancuso           | 17 ianuarie 1995   | 19 octombrie 1995   |
| 35.   | Lamberto Dini             | 19 octombrie 1995  | 16 februarie 1996   |
| 36.   | Vincenzo Caianiello       | 16 februarie 1996  | 17 mai 1996         |
| 37.   | Giovanni Maria Flick      | 17 mai 1996        | 21 octombrie 1998   |
| 38.   | Oliviero Diliberto        | 21 octombrie 1998  | 25 aprilie 2000     |
| 39.   | Piero Fassino             | 25 aprilie 2000    | 11 iunie 2001       |
| 40.   | Roberto Castelli          | 11 iunie 2001      | 17 mai 2006         |
| 41    | Clemente Mastella         | 17 mai 2006        | prezent             |